# Felix Film
Felix Film (Nhật: 株式会社FelixFilm Hepburn: Kabushiki-gaisha Ferikkusu Firumu) là một xưởng phim hoạt hình Nhật Bản được thành lập vào năm 2014 tại Mitaka, Tokyo.

## Tác phẩm

### Anime truyền hình
| Năm phát sóng | Tựa đề                                                                        | Đạo diễn                                       | Số tập | Ghi chú | Nguồn       |
| ------------- | ----------------------------------------------------------------------------- | ---------------------------------------------- | ------ | --- | ----------- |
| 2014          | Daitoshokan no Hitsujikai                                                     | Yū Nobuta                                      | 12     | Chuyển thể từ visual novel cùng tên do August phát triển và Hazu phát hành. Hợp tác sản xuất với Hoods Entertainment. | [ 2 ]       |
| 2020          | Nekopara                                                                      | Yamamoto Yasutaka                              | 12     | Chuyển thể từ visual novel do Neko Works phát triển và Sekai Project phát hành.                                       | [ 3 ]       |
| 2021          | Urasekai Picnic                                                               | Satō Takuya                                    | 12     | Dựa trên cuốn tiểu thuyết của Miyazawa Iori. Hợp tác sản xuất với Liden Films.                                        | [ 4 ]       |
| 2022          | Hairpin Double                                                                | Naka Tomohito                                  | 1      | Anime kỉ niệm 30 năm khai trương Đường đua Quốc tế Okayama. Hợp tác sản xuất với GA-CREW.                             | [ 5 ]       |
| 2022          | Aharen-san wa hakarenai                                                       | Yamamoto Yasutaka (tổng đạo diễn) Makino Tomoe | 12     | Chuyển thể từ bộ manga cùng tên của Mizu Asato.                                                                       | [ 6 ]       |
| 2023          | MF Ghost                                                                      | Naka Tomohito                                  |        | Chuyển thể từ bộ manga cùng tên của Shigeno Shūichi.                                                                  | [ 7 ] [ 8 ] |
| 2023          | Rōgo ni Sonaete Isekai de 8-manmai no Kinka wo Tamemasu                       | Tamada Hiroshi                                 | 12     | Chuyển thể từ light novel của FUNA.                                                                                   | [ 9 ]       |
| 2024          | Kimi wa Meido-sama                                                            | Watanabe Ayumu                                 |        | Chuyển thể từ manga của Shotan.                                                                                       | [ 10 ]      |
| 2024          | Saikyō no Shienshoku "Wajutsushi" dearu Ore wa Sekai Saikyō Clan o Shitagaeru | Takamura Yuta                                  |        | Chuyển thể từ manga do Jaki viết truyện và Yamorichan minh họa, hợp tác sản xuất với GA-CREW.                         | [ 11 ]      |

### Original video animation (OVA)
| Năm phát hành | Tựa đề                    | Số tập | Thời lượng | Ghi chú                                   | Nguồn  |
| ------------- | ------------------------- | ------ | ---------- | ----------------------------------------- | ------ |
| 2015          | Daitoshokan no Hitsujikai | 6      | 9 phút     | Hợp tác sản xuất với Hoods Entertainment. | [ 12 ] |
| 2017          | Nekopara                  | 1      | 58 phút    | Dựa trên visual novel gốc, Nekopara.      | [ 13 ] |
| 2018          | Nekopara Extra            | 1      | 22 phút    | Dựa trên visual novel Nekopara Extra.     | [ 14 ] |